# Separate Ways (chanson de Faye Wong)
Pour les articles homonymes, voir Separate Ways.
Albums de Faye Wong
Eyes on Me
(1999)
Help Yourself, sorti en juillet 2001, est le sixième EP de Faye Wong.

## Liste des titres
1. Separate Ways (version originale)
2. Separate Ways (128 Beat Mix)
3. Eyes on Me
4. Chanel (香奈兒)
5. Separate Ways (Instrumental)